# سی‌یرا
سی‌یرا پرنسس هریس (به انگلیسی: Ciara Princess Harris) (زادهٔ ۲۵ اکتبر ۱۹۸۵) یک خواننده، بازیگر و مدل آمریکایی است. او از همان آغاز فعالیت هنری‌اش، با تک نام سی‌یرا به فعالیت پرداخت. او دوران کودکی‌اش را در سفر به نقاط مختلف دنیا سپری کرد تا اینکه پس از آشنایی با جز فا، تهیه‌کننده موسیقی در آتلانتا جورجیا ساکن شد.
او با کمک فا با لافیس رکوردز قرارداد بست و اینگونه به سوی تبدیل شدن به یک هنرمند زن موفق پیش رفت. آنچنان که تاکنون بیش از ۷ میلیون نسخه از آلبوم‌های او در سراسر دنیا به‌فروش رفته و چندین آهنگ او در فهرست ده آهنگ برتر (تاپ تن) قرار گرفته‌اند.
سی‌یرا، مایکل جکسون و جنت جکسون را بزرگ‌ترین الهام‌گران زندگی‌اش می‌داند.
او در فیلم مامان، من می‌خواهم آواز بخوانم! بازی کرده‌است.

## زندگی و حرفه
سی‌یرا در آستین، تگزاس به‌عنوان تنها فرزند جکی و کارلتون هریس زاده شد. او از وقتی که پدرش در ارتش ایالات متحده بود، همه دوران کودکی‌اش را در پایگاه‌های ارتش در آلمان، نیویورک، یوتا، کالیفرنیا و نوادا گذراند.
در دوران نوجوانی‌اش زمانی که همراه خانواده اش در آتلانتا اقامت داشتند، اجرایی از جنت جکسون را در تلویزیون دید و مورد تأثیر قرار گرفت، او از همان زمان، تصمیم به ورود به دنیای موسیقی گرفت. خودش گفته که مشارکت در ضبط آلبوم Discipline در سال ۲۰۰۸، نقطه اوج حرفه‌اش بوده‌است.
نخستین آلبوم سی‌یرا به نام گودیس (Goodies) رتبه نخست فروش را در آمریکا، بریتانیا و کانادا به‌دست‌آورد. این آلبوم یک آغاز موفقیت‌آمیز بود، به‌طوری که بیش از پنج میلیون نسخه در سراسر دنیا فروخت. همچنین دو آهنگ از این آلبوم در کانادا در صدر جدول پُرفروش‌ترین آهنگ‌ها ایستادند.
دو سال بعد در ۲۰۰۶، دومین آلبوم سی‌یرا با نام دِ اوولوشن (The Evolution) عرضه شد. سه آهنگ از این آلبوم به فروش‌ترین‌ها تبدیل شدند. این آلبوم نیز موفقیتی دیگر به همراه داشت و بیش از دو میلیون نسخه از آن در دنیا فروخته شد.
سومین آلبوم سی‌یرا در سال ۲۰۰۹ با عنوان فانتزی راید (Fantasy Ride) به بازار آمد. آهنگ «لاو سکس مجیک» (Love Sex Magic) که یک همکاری موفق با جاستین تیمبرلیک بود، به‌طرز چشمگیری مورد استقبال قرار گرفت.

## آلبوم‌ها
- Goodies :2004
- Ciara: The Evolution :2006
- Fantasy Ride :2009
- Basic Instinct :2010
- ciara :2013